# Ascodrobes
Les Ascodrobes ou Ascodrobos étaient des hérétiques cités par saint Jérôme qu'on trouvait au IVe siècle à Ancyre, en Galatie, et non ailleurs. 
« Ma tâche serait longue si, après l'Apôtre et les saintes Ecritures, J'essayais de signaler les vices ou les vertus de chaque nation. Quoi qu'il en soit, nous voilà parvenus à la démonstration de cette proposition; à savoir que les Galates se sont toujours fait remarquer par leur folie et leur mauvais naturel. Quiconque a visité Ancyre, leur métropole, sait comme moi par combien de schismes elle a été divisée et souillée, jusqu'à nos jours. Il me suffira de citer les Cataphryges, les Ophites, les Lorborites et les Manichéens. Nous commençons à connaître les noms de ces fléaux de l'humanité. Mais qui jamais, dans aucune partie de l'empire romain, a entendu parler des Passaloryncites, des Ascodrobes, des Artotyrites, et autres sectes plus nombreuses que les dénominations diverses qu'on peut leur appliquer? Les traces de ces antiques aberrations se sont conservées jusqu'à nos jours. »